# Université Tunghai
L'université Tunghai (en chinois simplifié : 東海大學), aussi connue sous l'appellation anglophone Tunghai University, est une université taïwanaise située à Taichung.
Elle a été fondée par des missionnaires méthodistes en 1955.

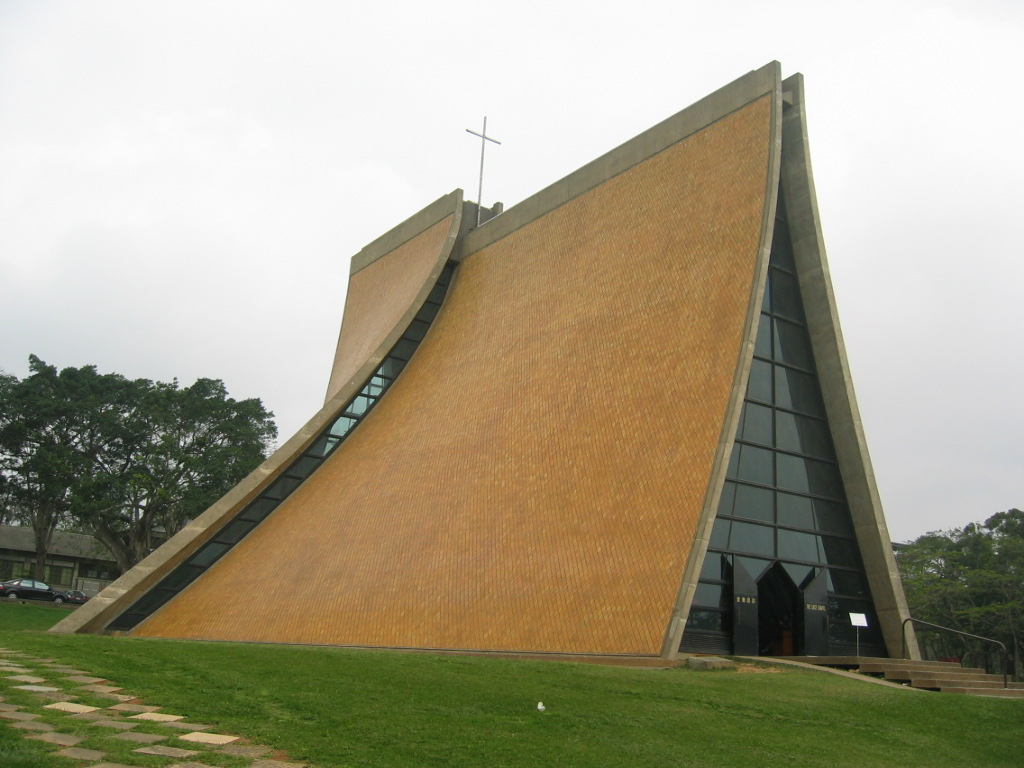
La chapelle commémorative Luce située sur le campus de l'université Tunghai.

## Conseil d'administration
Durant plusieurs années, l'enseignante Zeng Baosun siège au conseil d'administration de l'université.

## Diplômés
- Kolas Yotaka, journaliste et femme politique[1].